# أناليتيكا (المعرض التجاري)
اناليتيكا هو معرض تجاري لتكنولوجيا المختبرات والتحاليل والتكنولوجيا الحياوية الذي يتم انعقاده في ميونيخ كل سنتين منذ عام 1968م. إن أقسام المعرض الرئيسية هي في مجالات التحاليل والرقابة علي الجودة، التكنولوجيا الحيوية وعلوم الحياة والتشخيص و تكنولوجيا المختبرات. و الزوار الذين يحضرون المعرض هم متخذي القرارات والمستفيدي من المواد الكيميائية والأدوية والصناعات الغذائية والسيارات والطب، إضافة إلي الصناعة والبحوث الحكومية.
وسط أشياء اخري، تتضمن مواضيع المعرض من التخصصات ما يلي:
·     التحليل الآلي
·     المجاهر ومعالجة الصور البصرية
·     قياس والاختبارات التكنولوجيا
·     اختبار المواد
·     رقابة الجودة
·     التحاليل الطبية
·     المواد الكيميائية الحيوية
·     هندسة العمليات الحيوية
·     التشخيص في البحوث الطبية
·     التشخيص المختبري
·     تشخيص نقطة الرعاية
·     الحسبة البيولوجية
·     معدات المختبرات وآلات
·     المختبر ذو التشغيل الآلي / الروبوتات
·     المواد الكيميائية والكواشف
·     السلامة المهنية/ الصحة والسلامة في مكان العمل